# Rozhledna Obora
Rozhledna Obora byla dřevěná rozhledna stojící v letech 2009 až 2018 v Zoo Praha.
Dřevěná rozhledna ze smrkového dřeva o celkové výšce 18,5 metrů byla postavena během čtyř měsíců a slavnostně otevřena 13. června 2009. Její konstrukce odpovídala rozhledně, která stála na nejvyšší hoře české části Jizerských hor Smrk od roku 1892. Z vrcholu se otevíral rozhled na panoráma Prahy, jemuž dominuje Pražský hrad. Náklady na stavbu rozhledny dosáhly čtyři miliony korun.
Do dubna 2012 stál vstup na rozhlednu 20 Kč, poté byl volný. Vzhledem k malým rozměrům byl počet osob na rozhledně omezen na třicet návštěvníků najednou. Tento počet byl průběžně kontrolován pomocí turniketu.
Dne 15. října 2017 došlo na rozhledně k tragické události. Z neznámých důvodů z rozhledny spadla třicetiletá žena, po pádu byla v bezvědomí, nedýchala a bylo třeba ji oživovat. Záchranná služba ji s poraněním pánve, zad a hrudníku převezla do nemocnice.
Z rozhledny byl velmi dobrý a netradiční výhled na Prahu, kromě čtvrti Trója i čtvrti Bubeneč na protějším vltavském břehu mohli pozorovatelé zahlédnout i celé údolí blízké řeky Vltavy v severní části hlavního města.
V květnu 2018 byla rozhledna demontována, neboť její konstrukci napadla dřevokazná houba a situace neumožňovala sanaci objektu. Příčinu degenerace podle ředitele zoo Miroslava Bobka představoval nevhodně zvolený materiál (smrk a v menší míře borovice) a také špatné provedení spojů mezi jednotlivými trámy, vlivem čehož se do vnitřních částí konstrukce dostala voda. Na jejím místě počítá vedení zoo s novou vyhlídkou.